# Edificio Banco de la Provincia de Tucumán
El Edificio del ex Banco de la Provincia de Tucumán es un edificio de San Miguel de Tucumán, Tucumán, Argentina. Fue creado para ser sede central del Banco de la Provincia de Tucumán, pero actualmente alberga a la Secretaría de Estado de Hacienda y la Sala Bicentenario donde se presenta el espectáculo Tina el Rumor de una Nación. 

## Historia
El Banco de Tucumán fue creado en 1898, pero la construcción del inmueble sede del banco comenzaría en 1927 tras establecerse en distintos lugares. Este se asentó en la intersección de Las Heras y Laprida frente a Plaza Independencia, donde antes existía la Confitería Águila y el Hotel París. Fue inaugurado el 14 de abril de 1928 por el presidente de la entidad Ricardo Bascary, siendo obra del arquitecto Alejandro Virasoro y teniendo un costo de ARM 5.000 000. 
En 1996 el ente bancario es privatizado y se funda el Banco del Tucumán S.A. Por esta razón hasta 1998 desempeñó funciones el banco provincial residual. Ese mismo año se cedió la edificación a la Defensoría del Pueblo. En la actualidad el edificio alberga a la Secretaría de Estado de Hacienda, dependencias del poder judicial y desde 2016 el musical Tina el Rumor de una Nación sobre la Independencia Argentina. En 2022 se restauró el reloj ubicado en el frontis del edificio, con propósito de volver a funcionar. 

## Descripción
El edificio tiene una superficie de 7406 m2, 3 pisos y un sótano. Este consta de dos espacios: uno destinado para el funcionamiento del banco, de planta ortogonal. En el sótano estaba el tesoro e instalaciones de servicio, en primer piso oficinas y en la segunda planta dependencias del directorio. El otro espacio, separado del mencionado por un patio de 300 m2, asignado para viviendas de alquiler y 4 locales comerciales. El edificio de rentas tenía una extensión de 3214 m2 para 14 departamentos. 